# 身份证明文件
身份证明文件（英語：identity certificate），又称身份证明、身份证件或身份文件等，是任何可用来证明个人身分之官方文件的统称。这种文件既可能是强制性的，也可能是非强制性的。如驾驶执照在许多国家可以被接受用于身份验证。有些国家不接受驾驶执照作为身份证明，通常是因为在这些国家驾驶执照不会过期，可能是旧的或容易伪造。大多数国家接受护照或者其他旅行证件作为身份证明形式。 一些国家要求所有人随时携带身份证件。许多国家要求所有没有在该国的居留许可的外国人随时携带护照。
身份证件用于将个人与有关该人的信息连接起来，这些信息通常存储在一个数据库中。身份证件与数据库之间的连接基于文件上的个人信息，如持证人的全名、年龄、出生日期、地址、身份编号、卡号、性别、民族（在多民族国家中）、国籍等。